# Gran Sabana (formation végétale)
Pour les articles homonymes, voir Gran Sabana.
La Gran Sabana, terme espagnol qui signifie littéralement en français « grande savane », est une formation végétale s'étendant sur une superficie de 10 820 km2, principalement dans le Sud-Est du Venezuela et débordant dans l'Ouest du Guyana où elle est appelée savane du Rupununi et dans l'extrême Nord du Brésil. Administrativement, elle fait partie de la municipalité vénézuélienne de Gran Sabana de l'État de Bolívar, des município brésiliens d'Uiramutã, de Pacaraima et d'Amajari de l'État de Roraima ainsi que de la région guyanienne de Cuyuni-Mazaruni.
La région occupe un plateau dans le Sud-Est du pays, à environ 1 000 mètres d'altitude et où s'élèvent de nombreux tepuys dont le mont Roraima, point culminant du Venezuela, du Brésil et du Guyana, ainsi que l'Auyan Tepuy qui comporte le Salto Ángel, la plus haute cascade du monde. Cette savane tropicale est peuplée d'environ 12 000 habitants dont de nombreux groupes amérindiens comme les Pemóns, les plus nombreux. La plus grande partie de cette région est incluse dans le parc national Canaima.
La Gran Sabana fait partie de l'écorégion terrestre de la savane guyanaise.

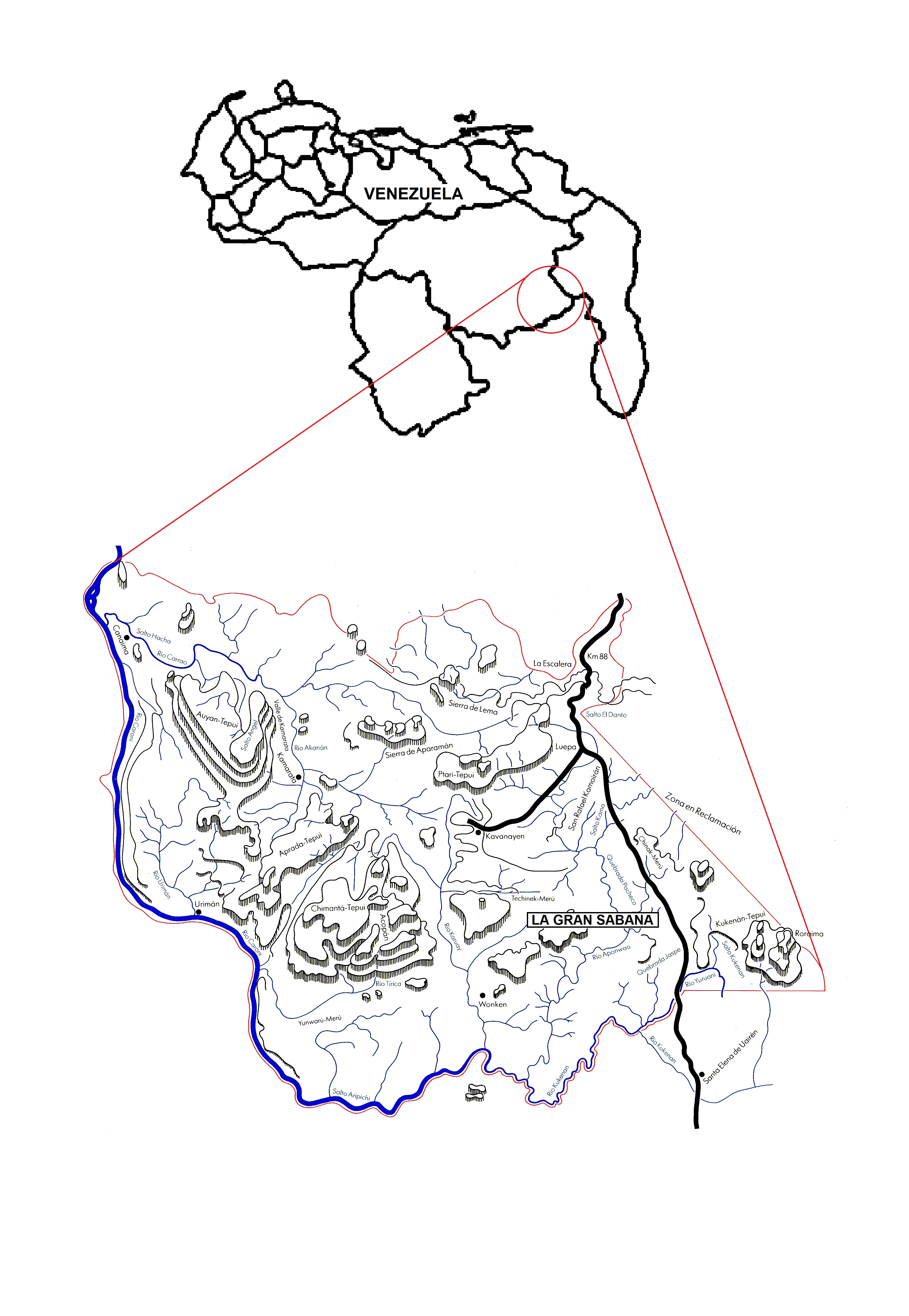
Carte de la Gran Sabana au Venezuela.

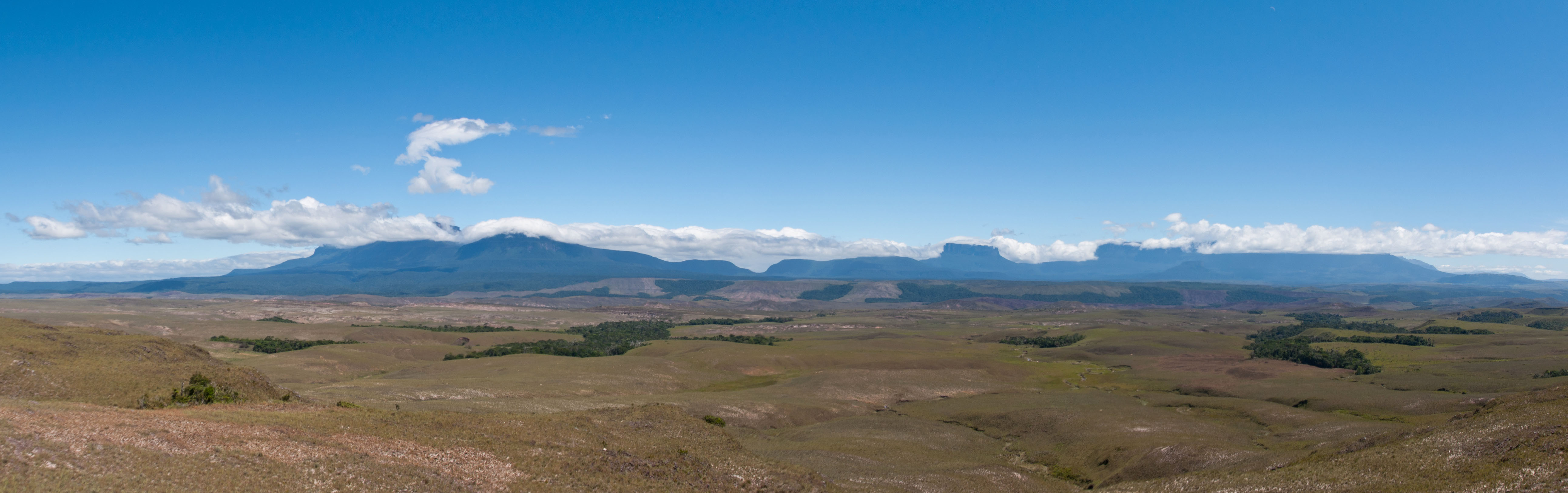
Paysage de la Gran Sabana avec des tepuys à l'horizon.

## Référence
- (es) Cet article est partiellement ou en totalité issu de l’article de Wikipédia en espagnol intitulé « La Gran Sabana » (voir la liste des auteurs).